# Markus Sikker Hansen
Markus Sikker Hansen (født 4. september 1867 i Sindbjerg Sogn, Nørvang Herred, død 11. januar 1941 i København) var en dansk konstruktør, far til tegneren Aage Sikker Hansen.
Han var søn af husmand og smed Anders Hansen (1837-?) og Gedske født Marcussen (1839-?). Sammen med fabrikanten Henry Skov begyndte Sikker Hansen i 1915 som den første i Danmark at konstruere mekaniske presser. Dette initiativ fulgte efter studierejser til værktøjsmaskinfabrikker i Europa. De nye maskiner fandt så god afsætning, at Skov i 1918 oprettede A/S Dansk Pressefabrik i Valby, som han herefter var administrerende direktør for, og hvor Sikker Hansen blev chefkonstruktør.
30. april 1895 ægtede han i Grenaa Valborg Augusta Rasmussen (30. april 1872 i Grenaa – juli 1958 i København).